# Administratorzy Terytorium Północnego

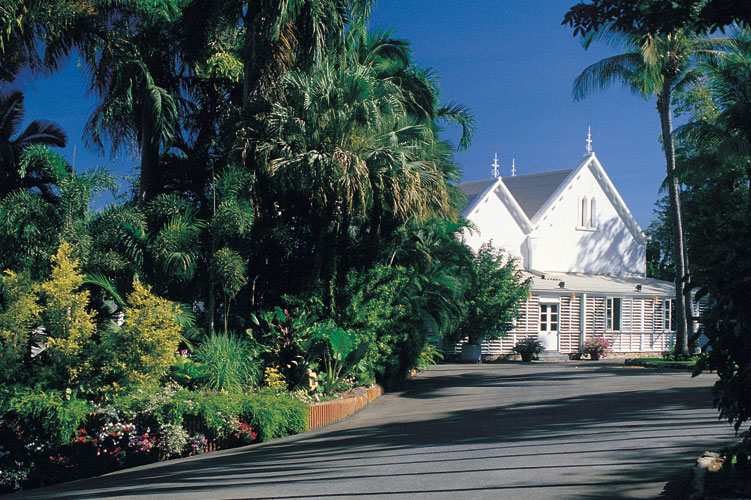
Government House w Darwin, siedziba administratorów

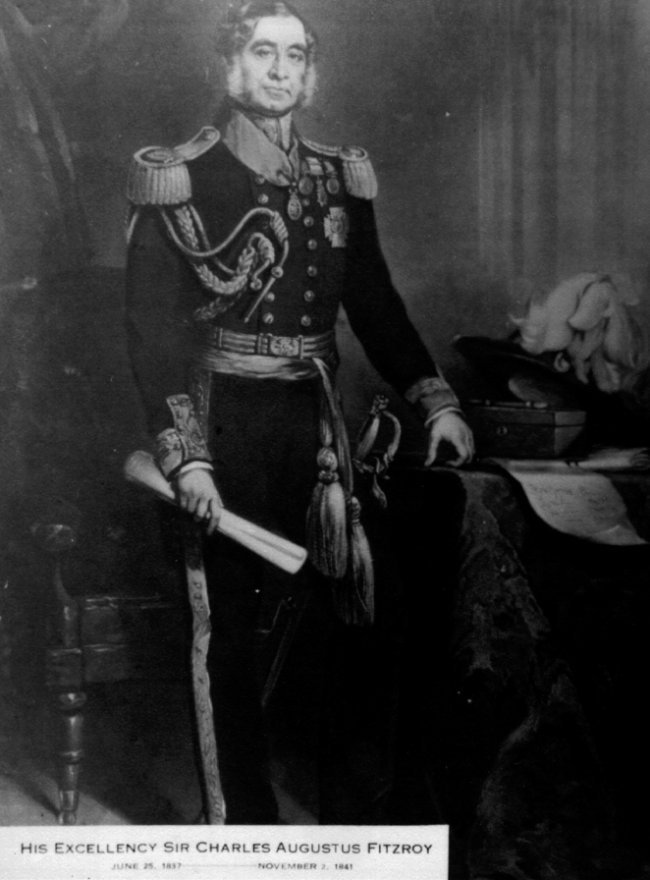
Pierwszy administrator, Charles Fitzroy

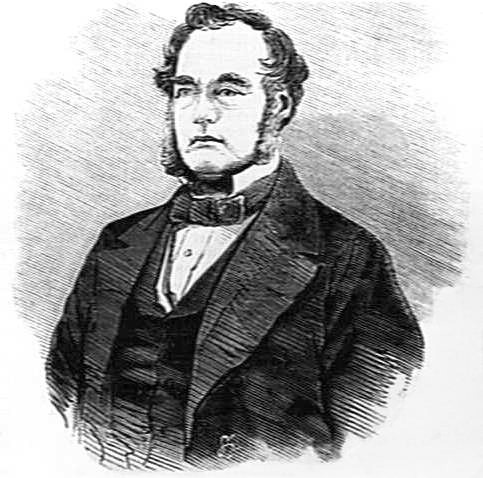
Boyle Finnis (1864-70)

Administrator Terytorium Północnego (Administrator of the Northern Territory) – formalnie najwyższy urząd we władzy wykonawczej Terytorium Północnego w Australii. W praktyce administratorzy przestali kierować administracją Terytorium w roku 1979, kiedy uzyskało ono stopień samodzielności porównywalny z sześcioma australijskimi stanami. Od tego czasu administrator pełni rolę analogiczną do tej, jaką w stanach wypełniają ich gubernatorzy. Posiada bardzo szerokie kompetencje - m.in. powołuje premiera, rozpisuje wybory do regionalnego parlamentu, a także podpisuje jego ustawy. W praktyce administrator zawsze mianuje szefem rządu lidera większości w parlamencie, a następnie korzysta ze swych prerogatyw jedynie na jego wniosek.
Najważniejsza różnica między administratorem a gubernatorami stanowymi podlega na nieco odmiennym statusie konstytucyjnym. Gubernatorzy uważani są za osobistych przedstawicieli króla Australii, zaś władze federalne Australii w ogóle nie biorą udziału w ich powoływaniu. Inaczej jest w przypadku Terytorium Północnego, które formalnie wciąż pozostaje terytorium federalnym. Z tego względu nie ma własnego gubernatora, lecz - czysto teoretycznie - rozciągają się na nie kompetencje gubernatora generalnego Australii. To właśnie gubernator generalny - działając na wniosek rządu federalnego - powołuje administratora jako swego przedstawiciela. Decyzja o wskazaniu kandydata podejmowana przez rząd Terytorium - choć faktycznie ma rozstrzygające znaczenie - formalnie jest tylko rekomendacją dla rządu federalnego i gubernatora generalnego.

## Lista administratorów

### Z ramienia Australii Południowej
W latach 1846-1912 Terytorium Północne stanowiło część Australii Południowej. Urzędnik kierujący jego administracją nosił wówczas tytuł rezydenta rządowego (Government Resident).
| od   | do   | osoba                      |
| ---- | ---- | -------------------------- |
| 1846 | 1846 | Charles Augustus FitzRoy   |
| 1846 | 1864 | wakat                      |
| 1864 | 1865 | Boyle Finniss              |
| 1865 | 1870 | wakat                      |
| 1870 | 1873 | William Bloomfield Douglas |
| 1873 | 1876 | George Byng Scott          |
| 1876 | 1884 | Edward Prince              |
| 1884 | 1890 | John Parsons               |
| 1890 | 1892 | John Knight                |
| 1892 | 1905 | Charles Dashwood           |
| 1905 | 1910 | Charles Edward Herbert     |
| 1910 | 1912 | Samuel Mitchell            |

### Z ramienia Związku Australijskiego
W 1912 Terytorium Północne stało się terytorium federalnym, podlegającym władzom w Canberze.
| od | do      | osoba               | uwagi                                     |
| --- | ------- | ------------------- | ----------------------------------------- |
| 1912 | 1919    | John Gilruth        |                                           |
| 1919 | 1921    | Henry Earnest Carey | jako dyrektor Terytorium Północnego       |
| 1921 | 1927    | Frederic Urquhart   |                                           |
| W latach 1927-1931 Terytorium było zarządzane jako dwie odrębne jednostki administracyjne: Australia Północna ze stolicą w Darwin i Australia Środkowa ze stolicą w Alice Springs. |         |                     |                                           |
| 1927 | 1931    | Robert Weddell      | jako rezydent rządowy Australii Północnej |
| 1927 | 1929    | John Cawood         | jako rezydent rządowy Australii Środkowej |
| 1929 | 1931    | Victor Carrington   | jako rezydent rządowy Australii Środkowej |
| W 1931 powrócono do zarządzania Terytorium jako całością ze stolicą w Darwin. |         |                     |                                           |
| 1931 | 1937    | Robert Weddell      |                                           |
| 1937 | 1946    | Audrey Abbott       |                                           |
| 1946 | 1951    | Arthur Driver       |                                           |
| 1951 | 1956    | Frank Wise          |                                           |
| 1956 | 1961    | James Archer        |                                           |
| 1961 | 1964    | Roger Nott          |                                           |
| 1964 | 1970    | Roger Dean          |                                           |
| 1970 | 1973    | Frederick Chaney    |                                           |
| 1973 | 1978    | Jock Nelson         |                                           |
| 1978 | 1981    | John England        |                                           |
| 1981 | 1989    | Eric Johnston       |                                           |
| 1989 | 1993    | James Muirhead      |                                           |
| 1993 | 1997    | Austin Asche        |                                           |
| 1997 | 2000    | Neil Conn           |                                           |
| 2000 | 2003    | John Anictomatis    |                                           |
| 2003 | 2007    | Ted Egan            |                                           |
| 2007 | 2011    | Tom Pauling         |                                           |
| 2011 | 2014    | Sally Thomas        |                                           |
| 2014 | 2017    | John L. Hardy       |                                           |
| od 2017 | od 2017 | Vicki O’Halloran    |                                           |